# Туманность Креветка
Туманность Креветка (Gum 56, IC 4628) — эмиссионная туманность в созвездии Скорпиона. Представляет собой активную область звездообразования.
Туманность, больше известная астрономам под названием IC 4628, находится в 6000 световых годах от Земли и представляет собой обширную область пространства, заполненную газом и тёмными пылевыми облаками, из которых рождаются яркие горячие звезды. В лучах видимого света они выглядят бело-голубыми, но интенсивно излучают и в других спектральных диапазонах, особенно в ультрафиолетовом.
Именно ультрафиолетовое излучение молодых звезд заставляет светиться облака газа. Оно отрывает от атомов водорода электроны, которые затем рекомбинируют, то есть снова присоединяются к водородным ядрам и при этом выделяют световую энергию. В процессе рекомбинации каждый химический элемент испускает лучи определенных цветов; для водорода этот цвет — красный. Красноватые туманности, состоящие из облучаемых ультрафиолетовым светом водородных облаков, называются «областями H II». IC 4628 является примером такой области. Одним из основных источников ионизации в ней являются две горячих бело-голубых звезды спектрального класса O: астрономы называют такие звезды «голубыми гигантами».
Туманность Креветка тянется в пространстве на 250 световых лет; на ночном небе она занимает участок, равный четырём лунным дискам. Несмотря на такие внушительные размеры, из-за своей низкой поверхностной яркости и из-за того, что большая часть энергии излучается ею на длинах волн, не воспринимаемых человеческим зрением, она часто остается незамеченной наблюдателями. В 1955 году австралийский астроном Колин Гам включил её в свой каталог областей H II и с тех пор она приобрела ещё одно название: Gum 56.
За последние несколько миллионов лет в этой области неба сформировалось множество звёзд, как отдельных, так и в составе скоплений. Там находится, в частности, большое рассеянное скопление Collinder 316. Но и это скопление составляет всего лишь долю гораздо большей агломерации очень горячих звезд высокой светимости. Кроме того, в туманности заметно много темных пятен, пустот, из которых межзвездная материя была вытеснена давлением мощного звездного ветра от расположенных повсюду молодых звёзд.
Кроме многочисленных новорожденных звёзд, гнездящихся внутри туманности, в ней также достаточно пыли и газа чтобы породить следующее поколение звёзд. Вещество, из которого образуются звёзды, обогащено остатками массивных звёзд предыдущего поколения, уже взорвавшихся в виде сверхновых и выбросивших свою массу в пространство. Так происходит циклическая звёздная эволюция – новые поколения звёзд формируются из вещества, когда-то находившегося в недрах звёзд предыдущих поколений.

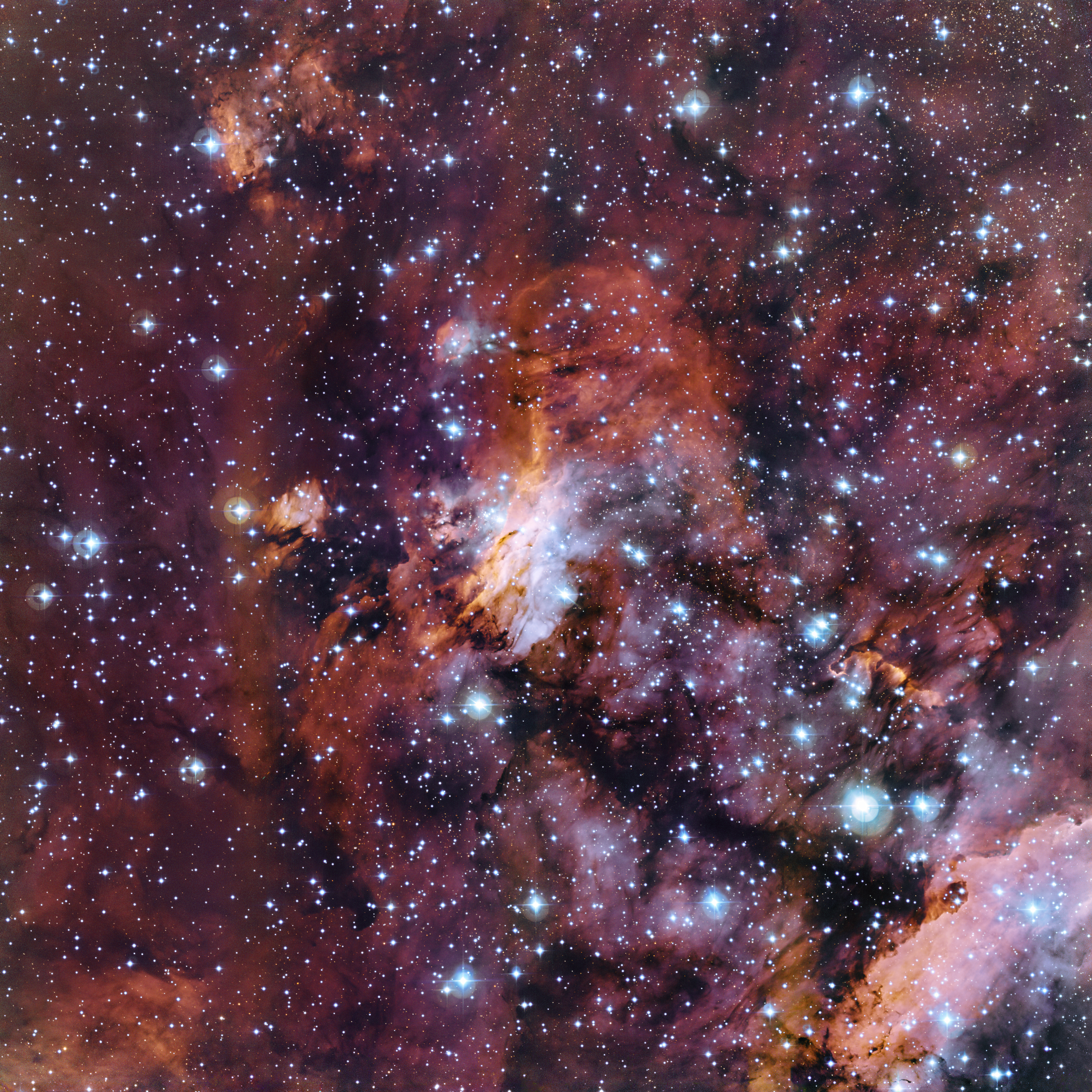
Туманность Креветка крупным планом.